# Daan Preuninger
Daan Preuninger (Delft, 15 maart 1996) is een Nederlands korfballer. Hij is speler bij Fortuna/Delta Logistiek uit Delft en is international bij Team NL. Zijn beide ouders speelden ook in de hoofdmacht van Fortuna, evenals andere familieleden zoals Joost, Arline en Marloes. Als speler won Preuninger 2 maal de Nederlandse zaaltitel en 1 Europacup. In seizoen 2021-2022 werd Preuninger verkozen tot Beste Korfballer van het Jaar.

## Fortuna
Preuninger doorliep zijn korfbalopleiding bij Fortuna. Hij speelde steevast in de eerste teams.
In seizoen 2013-2014 maakte Preuninger zijn debuut in het 1e team van Fortuna. Weliswaar nog niet in de zaalcompetitie, maar op het veld. In dit seizoen eindigde Fortuna in de veldcompetitie als 2e in de Hoofdklasse A, waardoor het zich plaatste voor de play-offs. Fortuna versloeg in de kruisfinale PKC met 23-20, waardoor het zich plaatste voor de veldfinale. In deze veldfinale was Koog Zaandijk de tegenstander en Preuninger kreeg de taak om Tim Bakker, de beste speler van de tegenstander te verdedigen. Uiteindelijk verloor Fortuna de finale met 17-15.
In het seizoen erna, 2014-2015 maakte Preuninger zijn debuut in de Korfbal League. Hij werd meteen basisspeler en maakte 48 goals in zijn debuutseizoen. Fortuna werd in de zaalcompetitie nipt 5e en miste op 2 punten de play-offs. In de veldcompetitie haalde Fortuna wel de play-offs, maar verloor het in de kruisfinale van PKC.
In seizoen 2015-2016 speelde Preuninger een solide tweede seizoen in de hoofdmacht. Met 81 goals uit 17 wedstrijden werd hij 2e topscoorder van het team, net achter Tim Heemskerk. Fortuna verzamelde 18 punten in de Korfbal League en stond na de reguliere competitie gelijk met Koog Zaandijk. Op basis van onderling resultaat miste Fortuna de play-offs. In de veldcompetitie werd de ploeg 1e in de Hoofdklasse A, waardoor het zich plaatste voor de nacompetitie. In de kruisfinale verloor Fortuna echter met 20-10 van TOP. In dit seizoen had Preuninger zich in de kijker gespeeld en won hiermee de prijs van Beste Korfballer onder de 21.
Voor Fortuna was seizoen 2016-2017 anders dan anderen. De ploeg haalde Nik van der Steen als nieuwe spits, aangezien Tim Heemskerk was gestopt. Preuninger werd dit seizoen geplaagd door een blindedarm-operatie, waardoor hij slechts 7 wedstrijden kon spelen. Hierdoor kreeg Fortuna het lastig en moest het een beroep doen op een aantal jongere spelers, zoals Joren van Nieuwenhuijzen. Fortuna werd uiteindelijk 8e in de zaalcompetitie en wist zodoende play-downs te vermijden.
In seizoen 2017-2018 was Preuninger terug in de selectie. Preuninger werd met 117 goals topscoorder van Fortuna in de zaalcompetitie en samen met de 103 goals van Nik van der Steen had Fortuna een vernieuwd aanvalsspel. Fortuna werd 4e in de competitie en plaatste zich zodoende voor de play-offs. In de play-offs was de  nummer 1 van de competitie de tegenstander ; PKC. Fortuna won de play-off serie in 3 wedstrijden en had zich als underdog geplaatst voor de zaalfinale. In de zaalfinale bleek echter TOP te sterk met 24-20, maar Fortuna had zichzelf terug op de kaart gezet. Iets later, in de veldcompetitie werd Fortuna 1e in de Hoofdklasse A waardoor het ook hier in de nacompetitie stond. In de kruisfinale werd TOP verslagen, waardoor Preuninger zijn 2e veldfinale kon spelen. In de veldfinale was echter PKC te sterk met 20-17.
Seizoen 2018-2019 werd het seizoen van de grote doorbraak van Fortuna. De ploeg voegde Fleur Hoek toe aan de selectie en breidde zo de aanval nog meer uit. Nik van der Steen werd met 101 goals de topscoorder van het team en Preuninger werd 2e met 74. Fortuna plaatste zich, net als het seizoen ervoor, als 4e voor de play-offs. Nu was regerend zaalkampioen TOP de tegenstander en Fortuna won de serie gemakkelijk in 2 wedstrijden, waardoor het zich voor het tweede jaar op rij plaatste voor de zaalfinale. In de finale was PKC de tegenstander en Fortuna won met 21-19, waardoor Fortuna sinds 2004 weer Nederlands zaalkampioen was.
Als landskampioen deed Fortuna mee aan de Europacup van 2020, een internationaal toernooi met alle Europese zaalkampioenen. Fortuna won gemakkelijk in de poule-ronde door te winnen van KC Barcelona, České Budějovice en Benfica. In de halve finale werd gewonnen van Pegasus, waardoor Fortuna in de finale uitkwam tegen het Belgische Kwik. Fortuna won in de finale gemakkelijk met 34-18, waardoor het ook Europees kampioen werd.
Korfbalseizoen 2019-2020 werd een seizoen met een teleurstellend eind. Fortuna deed goede zaken in de Korfbal League en had zich in de voorlaatste speelronde geplaatst voor de play-offs, maar mocht dit niet afmaken vanwege de COVID-19 maatregelen.
In seizoen 2020-2021 had Fortuna zich versterkt met Harjan Visscher en Lieneke Pries. In de competitie, die iets later startte, deed Fortuna goede zaken. Fortuna werd 1e in Poule B, waardoor het zich plaatste voor de play-offs. In de eerste play-off ronde versloeg Fortuna in 3 wedstrijden LDODK. In de tweede play-off ronde werd Koog Zaandijk in 3 wedstrijden verslagen, waardoor Fortuna zich voor het derde jaar op rij plaatste voor de zaalfinale. Net als in 2019 was PKC de tegenstander. Ondanks een sterke wedstrijd van Preuninger (4 goals) verloor Fortuna de finale met 22-18.
In seizoen 2021-2022 deed Fortuna wederom goede zaken in de zaalcompetitie. De ploeg was versterkt met Mick Snel en Celeste Split en dat had positief effect op de ploeg. Gedurdende het reguliere seizoen verloor Fortuna slechts 1 wedstrijd en plaatste zich als nummer 1 voor de play-offs. In de play-offs trof Fortuna concurrent Koog Zaandijk, maar Fortuna won in 2 wedstrijden. Hierdoor plaatste Fortuna zich voor het 4e jaar op rij voor de zaalfinale. In de finale was PKC de tegenstander. In een Ahoy, waar weer publiek bij mocht zijn, werd het een spannende wedstrijd. Fortuna won de wedstrijd met 22-21, waardoor het weer Nederlands zaalkampioen was. Preuninger werd topscoorder in deze wedstrijd met 7 goals. Aan het eind van dit seizoen werd Preuninger verkozen tot Beste Korfballer van het Jaar.
In seizoen 2022-2023 had Fortuna een seizoen met ups en downs. Zo speelde de ploeg gedurende de competitie maar liefst 4 keer gelijk. Uiteindelijk stond de ploeg na de reguliere competitie wel op de tweede plek, waardoor ze zich hadden geplaatst voor de play-offs. In de best-of-3 serie was DVO de tegenstander. Fortuna won de eerste wedstrijd overtuigend met 29-19, maar verloor het de tweede en derde (beslissende) wedstrijd. Hierdoor plaatste Fortuna zich niet voor de zaalfinale, waardoor het was onttroond als zaalkampioen.
Iets later, in de veldcompetitie stond Fortuna na de reguliere competitie op de 1e plaats in de Ereklasse A. In de kruisfinale won Fortuna met 21-18 van DVO, waardoor Fortuna zich plaatste voor de veldfinale. In deze veldfinale was PKC de tegenstander. PKC won de finale met 18-13.
Seizoen 2023-2024 was een wisselvallig seizoen voor Fortuna in de zaal. Ondanks de behaalde 21 punten eindigde de ploeg op de 5e plaats in de Korfbal League, waardoor Fortuna de play-offs miste. Hiermee kwam een reeks van 6 jaar play-offs ten einde. 
Iets later, in de veldcompetitie deed Fortuna wel goede zaken. De ploeg ging ongeslagen naar de kruisfinale, waar Fortuna met 12-11 PKC versloeg. Hierdoor plaatste Fortuna zich voor het tweede jaar op rij voor de Nederlandse veldfinale. Echter ging het in de finale tegen DVO mis; Fortuna verloor de finale met 20-13 waardoor de ploeg genoegen moest nemen met de 2e plaats van Nederland.
Het werd het laatste seizoen onder leiding van coach Ard Korporaal, die na 13 seizoenen stopte als coach bij de club.
Voorafgaand aan seizoen 2024-205 was er een terugkerend gezicht bij Fortuna, want Joost Preuninger verving Ard Korporaal als co-coach. Ook met de inbreng van Laura van der Linden was Fortuna wat versterkt. In het zaalseizoen begon het was lastig voor Preuninger. Hij moest 3 wedstrijden aan de kant zitten vanwege blessures, maar kwam op tijd terug. Fortuna eindigde de reguliere competitie met 28 punten. Hierdoor stond de ploeg op de 2e plek van de League, wat thuisvoordeel opleverde in de play-offs. In de play-off serie was LDODK de tegenstander. Hier ging het zowel mis als goed in de eerste play-off wedstrijd, want onder leiding van Preuninger won Fortuna het duel, maar moest hij zelf zwaar geblesseerd het veld verlaten.

## Erelijst
- Korfbal League kampioen, 2x (2019, 2022)
- Europacup kampioen, 1x (2020)
- Doelpunt van het Jaar, 1x (2017-2018)
- Beste Speler onder 21, 1x (2015-2016)
- Beste Korfballer van het Jaar, 1x (2022)

## Oranje
Preuninger speelde eerst in Jong Oranje, maar sinds 2018 is hij toegevoegd aan de hoofdmacht van het Nederlands korfbalteam. Hij won goud op de volgende toernooien:
- EK 2018
- WK 2019
- EK 2021
- World Games 2022
- WK 2023
- EK 2024

## Trivia
- Hij kon Korfbal League seizoen 2016-2017 niet afmaken vanwege een blindedarmoperatie.
- Preuninger speelt bij Fortuna met rugnummer 7, hetzelfde rugnummer dat zijn vader droeg in zijn periode bij het 1e team
- Op het WK van 2023 was Preuninger de aanvoerder van het Nederlands korfbalteam